# Tontxu
Juan Antonio Ipiña (Bilbao, 17 d'agost del 1973) àlies Tontxu és un cantautor basc.
Va treballar als "40 Principales" de Bilbao i se'n va anar a viure a Madrid, on va començar cantant al cafè Libertad 8, i va conèixer Rosana Arbelo, Andrés Molina, Rogelio Botanz o Paco Bello.

## Discografia
- Se vende: 1997 (Emi-Odeón) Amb Marilia Andrés Casares, Hijas del sol i Kepa Junkera.
- Corazón de mudanza: 1998 Amb Olga Cerpa, de Mestisay.
- Con un canto en los dientes: 2000. Amb Inma Serrano en "Volvería a tropezar en esa piedra".
- Tontxu Básico
- Contacto con la realidad: 2004.
- Cuerdas vocales y consonantes: 2005.
- En el nombre del padre: 2008.
- Tontxu SOLO: 2013.